# Antonio Lorenzi

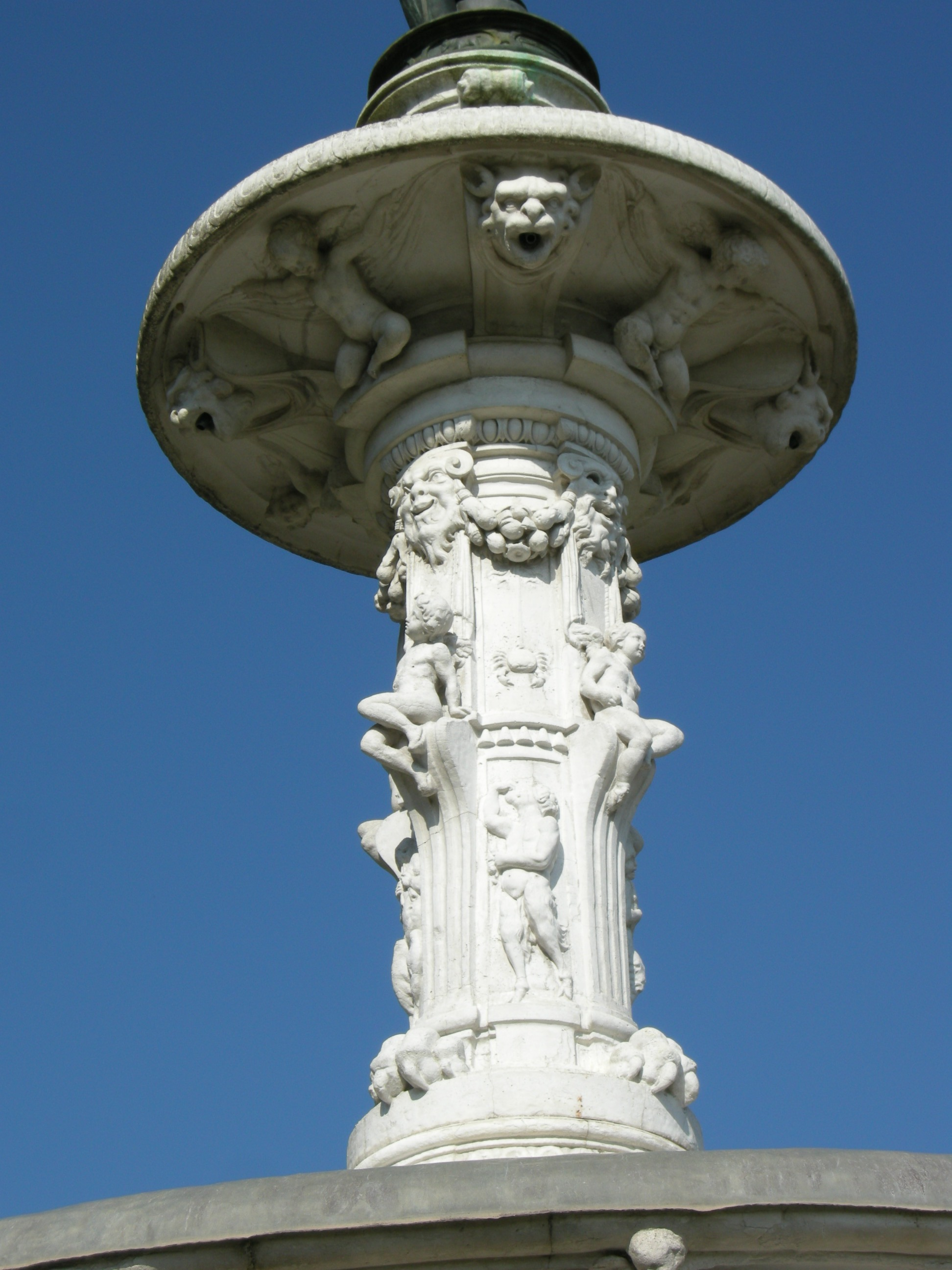
Disco con mascheroni nella Fontana di Venere-Fiorenza, villa della Petraia, Firenze

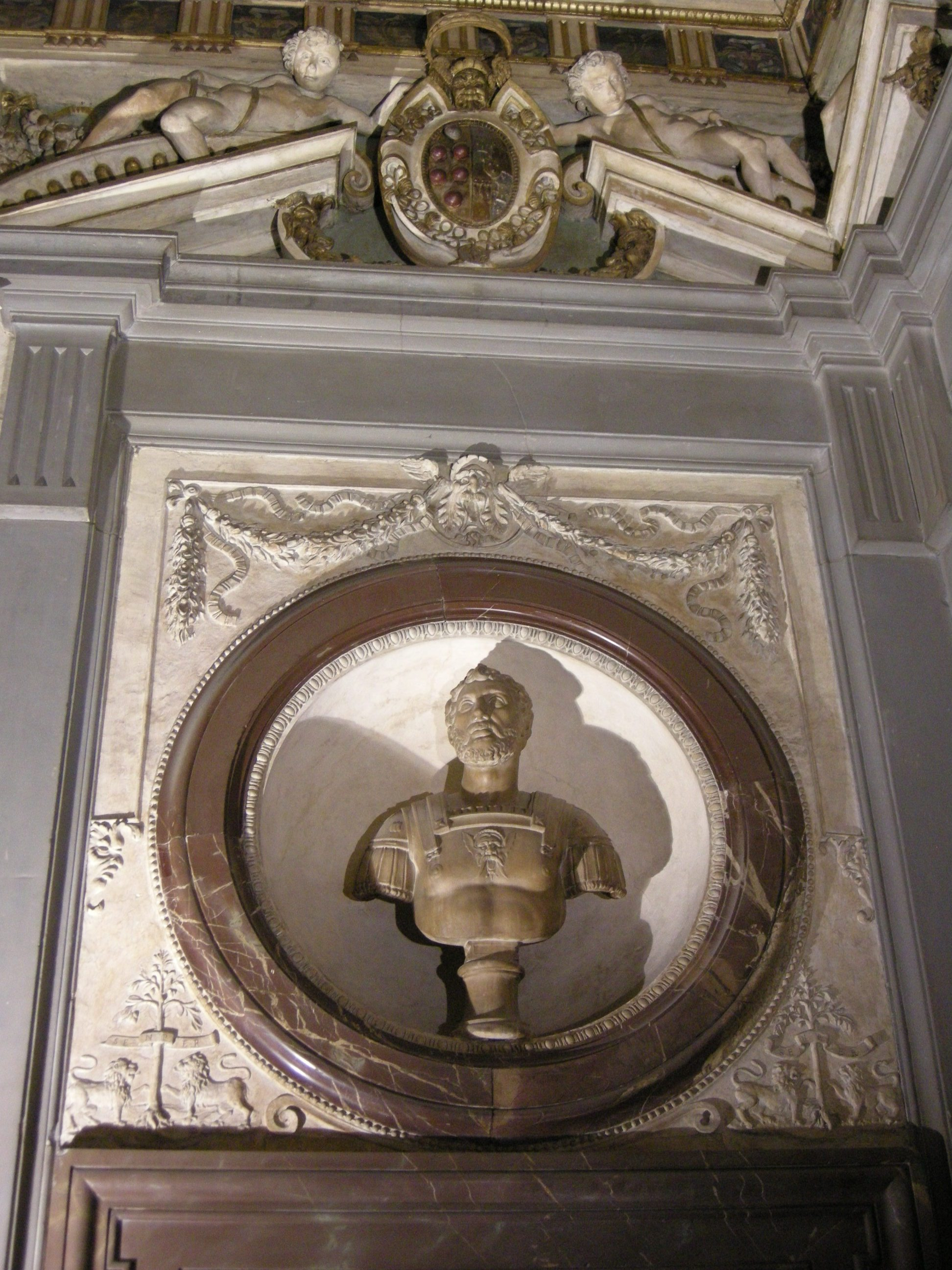
Busto di Lorenzo duca di Urbino, palazzo Vecchio, Firenze

Antonio Lorenzi (Settignano, 1525 circa – Firenze, 19 settembre 1583) è stato uno scultore italiano.

## Biografia
Figlio dello scalpellino Gino, fratello dello scultore Stoldo e cugino di Giovanni Battista, si formò nella bottega del Tribolo. È documentato come autore delle sculture (firmate) nella tomba di Matteo Corte nel Camposanto di Pisa assieme a Pierino da Vinci e su disegno del Tribolo stesso (1544-1548), e forse rimase a Pisa come aiuto di Pierino, entro la cerchia di Luca Martini. A quel periodo alcuni attribuiscono un paio di opere, da altri però riferite a Pierino stesso (come lo Stemma Medici-Toledo in piazza della Berlina) o a Francesco Ferrucci del Tadda (tomba del giurista Francesco Vegio, depositi dell'Opera del Duomo di Pisa).
Documentata è invece la sua partecipazione alla realizzazione e decorazione del giardino della villa medicea di Castello, dove realizzò una statua di Esculapio (forse identificata con una oggi a Boboli), parti della Fontana del Labirinto di Venere (1549-1553, oggi alla villa della Petraia)) e alcuni putti nella Fontana grande di Ercole (1553-1556), tutte opere disegnate dal Tribolo e portate avanti da vari artisti dopo la sua morte. In particolare, nella fontana di Venere-Fiorenza, gli vengono assegnate il disco con le teste di pipistrello e il rocchetto terminale della fontana con quattro maschere femminili (1549), forse in collaborazione con Stoldo. 
Nel 1556-1560 realizzò i busti di Leone X e del Duca di Urbino Lorenzo per la sala di Leone X in palazzo Vecchio, e terminò nel 1560 quello di Giuliano duca di Nemours lasciato incompiuto da Alfonso Lombardi. Partecipò agli apparati per le esequie solenni di Michelangelo (1564) e per quelli delle nozze tra Francesco I de' Medici e Giovanna d'Austria (1565). 
Inoltre vi realizzò una fontana nel giardino dei Semplici (1568), e gli ornamenti per la Fontana dell'Appennino (1565 circa) e per la Grotta degli Animali (1567 circa) nella villa di Castello.
Fu amico di Benvenuto Cellini, che lo aveva incaricato di creare un medaglione per la sua tomba, opera poi mutata in un affresco su ripensamento del Cellini stesso. 
Fu sepolto nella cappella di San Luca alla Santissima Annunziata.